# Meeresfischzucht Völklingen
Die Meeresfischzucht Völklingen (MFZ) ist die weltweit erste Anlage zur kommerziellen Produktion von Seefischen ohne Zugang zu natürlichem Meerwasser. Sie befindet sich in der saarländischen Stadt Völklingen auf dem Gelände der ehemaligen Kokerei Fürstenhausen und geriet wegen der hohen Verluste des Projekts in die Schlagzeilen. Bis zum Verkauf im Juni 2015 wurde die Anlage von der Meeresfischzucht Völklingen GmbH, einer hundertprozentigen Tochtergesellschaft der Stadt Völklingen, betrieben.

## Geschichte

### Errichtung der Anlagen
Die Meeresfischzuchtanlage Völklingen ging auf Pläne des Völklinger Oberbürgermeisters Klaus Lorig (CDU) zurück. Nachdem die Stadt Völklingen Teile des Areals der stillgelegten Kokerei Fürstenhausen von der RAG übernommen hatte, stand noch nicht fest, was damit passieren sollte. Lorig kam auf die Idee eine Meeresfischzuchtanlage auf dem Gelände zu errichten. In Zusammenarbeit mit den Stadtwerken Völklingen sollte das ambitionierte Projekt realisiert werden. Als Geschäftsführer der neu gegründeten Meeresfischzucht Völklingen GmbH (MFV) wurde Jochen Dahm, Geschäftsführer der Stadtwerke Völklingen, eingesetzt, der zugleich mit Michael Altpeter Geschäftsführer der Gewerbeansiedlung Völklingen GmbH (GAV) war. Dieses im Dezember 2007 gegründete Unternehmen hielt 89,9 Prozent an der Meeresfischzucht Völklingen. Als Partner für den Bau konnte die Firma International Fish Farming Technology (IFFT) gewonnen werden, die die restlichen 10,1 Prozent hielt, und als Unterstützer die HTW Saar, die eine Stiftungsprofessur Aquakultur einrichtete, um das Projekt wissenschaftlich zu begleiten. Zu dieser Zeit betrugen die voraussichtlichen Kosten für den Bau, der Ende 2008 starten sollte, um die 12 Millionen Euro. Die ersten Probleme entstanden durch eine unklare Finanzierung, die den Beginn um einige Monate verzögerten. Um die Anlage bauen zu können, wurde das Kommunalgesetz durch den Landtag des Saarlandes geändert. Zunächst sollten Doraden, Wolfsbarsche und Störe gezüchtet werden. Insbesondere der Stör ist wegen des Kaviars beliebt.
Im August 2009 wurde das Richtfest gefeiert, als die Stahlbetonstützen komplett verlegt waren, es fehlten aber noch Zuchtbecken und Dach. Auf dem Richtfest warnte Meeresbiologe Manfred Klinkhardt, dass ähnliche Anlagen bereits insolvent gegangen seien. Auch mehrten sich Bedenken gegen eine solche Massentierhaltung. Die Arbeiten verzögerten sich erneut, da die Finanzierung nicht mehr gesichert war. Eine Bürgschaft von drei Millionen sollte die Anlage retten. Kurz darauf jedoch meldete die IFFT Insolvenz an. Zwischen den beiden Gesellschaftern kam es zu Streit, neue Investoren blieben aus. Die Anlage entwickelte sich zum politischen Skandal. Insbesondere die Partei Die Linke wetterte gegen das scheiternde Projekt. Auch die SPD ging auf Distanz.
Erst 2011 konnten sich die beiden Gesellschaften einigen: die MFZ kaufte die verbliebenen Anteile der IFFT für 200.000 Euro ab. Die Eröffnung der Anlage musste gleichwohl um ein weiteres Jahr verschoben werden, nachdem das Hauptstromkabel gestohlen worden war. Auch 2012 konnte das Projekt nicht fertig gestellt werden, da der Vertriebspartner Alaska-Fisch insolvent wurde und es zudem zu technischen Schwierigkeiten kam.
Im Januar 2013 schließlich wurde die Anlage eröffnet, drei Jahre nach dem geplanten Start und mit acht Prozent mehr Kosten als vorgesehen. 4.000 Störe und 90.000 Wolfsbarsche waren die ersten Fische. Insgesamt sollten 500 Tonnen Meeresfisch bis Jahresende produziert werden. Im Oktober 2013 meldeten sich mit Neomar, Sawa und der Ocean Swiss Alpine Seafood neue Investoren, doch die Verhandlungen scheiterten. Im April 2014 schließlich startete der Verkauf. Im gleichen Monat erhielt die Neomar GmbH für die in der Anlage eingesetzte Oceanloop-Technik eine Nominierung für den Deutschen Innovationspreis in der Kategorie Start-up-Unternehmen.
Der Verkaufsstart konnte das Projekt nicht retten. Von den 200 Tonnen Fisch, die die Anlage im ersten Jahr heranzüchtete, wurden bis Weihnachten 2014 nur 20 Tonnen verkauft. Schuld daran waren zum einen die hohen Preise, zum anderen das fehlende Marketing. Die Schulden des Projektes betrugen mittlerweile 20 Millionen Euro, zudem ermittelte die Staatsanwaltschaft wegen Insolvenzverschleppung. Im Oktober 2014 wurde der politische Druck auf Geschäftsführer Dahm so groß, dass dieser entlassen wurde. Interimschef wurde der Völklinger Bürgermeister Wolfgang Bintz. Doch damit nicht genug: Es kam zu einem Massensterben der Störe in der Anlage. Schuld war eine eingeschleppte Viruserkrankung, die rund 30 Prozent des Bestands umbrachte.
Die finanziellen Probleme sollten zunächst durch einen Millionenkredit gelöst werden, anschließend sollten zwei neue Arten angesiedelt und die Zuchtleistung auf 700 Tonnen angehoben werden. Die Eigentümer entschlossen sich jedoch zum Verkauf der Anlage. Am 6. August 2015 übernahm der Schweizer Unternehmer Peter Zeller für zwei Millionen Euro die Anlage (bei einer initialen Investitionssumme über 20 Millionen Euro der Stadt Völklingen) und gründete die Fresh Völklingen GmbH und die Fresh real Estate GmbH, die seitdem die Anlage betreiben.
Im September 2020 räumte die Geschäftsführung von Fresh ein, dass die Völklinger Fischzucht noch immer Verluste mache.

### Untersuchungsausschuss des Landtags
In seiner 37. Sitzung am 20. Mai 2015 beschloss der Landtag des Saarlandes gemäß Art. 79 Abs. 1 der Verfassung des Saarlandes einstimmig und bei Zustimmung aller Fraktionen die Einsetzung eines parlamentarischen Untersuchungsausschusses zur Meeresfischzucht Völklingen. In der Begründung der Einsetzung hieß es: „Das wirtschaftliche Desaster der Völklinger Meeresfischzuchtanlage hat bei der Anteilseignerin – den Völklinger Stadtwerken – erheblichen finanziellen Schaden angerichtet. Das Ausmaß ist derart gravierend, dass sogar die Existenz der gesamten Völklinger Stadtwerke-Holding gefährdet ist und deren 240 Mitarbeiterinnen und Mitarbeiter um ihre Arbeitsplätze bangen. [...] Vor diesem Hintergrund bedürfen die ungeklärten Fragen um Hintergründe, Abläufe, Verantwortlichkeiten sowie die Wahrnehmung von Kontrollmöglichkeiten, Weisungs-und  Anordnungsbefugnissen im Rahmen der Kommunal-und Rechtsaufsicht durch die Regierung bzw. zuständige Aufsichtsbehörde über die Gemeinde Völklingen, deren Beschlüsse und deren Handeln im Zusammenhang mit der Meeresfischzuchtanlage im Interesse des Landes umfassender und vollständiger Aufklärung.“
Am 8. März 2017 lag dem Landtag des Saarlandes ein Abschlussbericht des „Untersuchungsausschusses Meeresfischzucht Völklingen“ vor. Der Abschlussbericht umfasste 62 Seiten und entstand innerhalb von 13 Arbeitssitzungen. In den jeweiligen Terminen wurden auch Beweisaufnahmen mit Zeugenvernehmungen durchgeführt. Darunter auch die damalige Ministerpräsidentin des Saarlandes, Annegret Kramp-Karrenbauer, der im Verlauf der öffentlichen Diskussion mangelnde Kontrolle vorgeworfen wurde. Aus dem Bericht geht hervor, dass es einer Gesetzesänderung des Kommunalselbstverwaltungsgesetz (KSVG) bedurfte, um die gesetzlichen Rahmenbedingungen zu schaffen, damit eine öffentlich-rechtliche Einrichtung (hier: die Stadtwerke Völklingen) legal eine auf Gewinn ausgerichtete Fischzucht betreiben durfte.
Im Ergebnis kam der Untersuchungsausschuss zu keiner gemeinsamen Bewertung der untersuchten Vorgänge. Die Koalitionsfraktionen (CDU und SPD) und die Vertreter der Opposition im Ausschuss (Die Linke, Piraten B90/Grüne) formulierten jeweils ein eigenes Fazit.
Im Fazit der vier Landtagsabgeordneten der beiden Koalitionsfraktionen heißt es: 
„Es bleibt festzuhalten, dass sich die Landesregierung zu jedem Zeitpunkt der wirtschaftlichen Risiken des Projekts „Meeresfischzucht Völklingen“ bewusst war. Gleichwohl hat die Landesregierung in Erwartung der sich ändernden Rechtslage die Verantwortlichen vor Ort gewähren lassen. Es war der Landesregierung bewusst, dass sich angesichts zu hoher wirtschaftlicher Risiken zunächst kein privater Investor finden würde, um das Projekt zu realisieren. [...] Zusammenfassend lässt sich festhalten, dass die Regierung unter Leitung der beiden damals zuständigen Minister des Innern, Annegret Kramp Karrenbauer und ihrem Nachfolger Klaus Meiser, im Jahr 2007 den damaligen Sachverhalt erörtert und die damit zusammenhängenden rechtlichen Fragestellungen unter Berücksichtigung der ins Auge gefassten Gesetzesänderung bewertet und entschieden haben. Am Ende dieses Prozesses stand die Nichtbeanstandung des Ratsbeschlusses. Die in den Folgejahren durch die Verantwortlichen vor Ort getroffenen eklatanten betriebswirtschaftlichen und kaufmännischen Fehlentscheidungen bedrohten die Völklinger Stadtwerke Holding zeitweise in ihrer Existenz. Ein unmittelbarer kausaler Zusammenhang zwischen der Entscheidung der damaligen saarländischen Landesregierung und dem durch das Projekt „Meeresfischzucht Völklingen“ entstandenen wirtschaftlichen Schaden konnte durch die Beweisaufnahme nicht festgestellt werden. Die Beurteilung der politischen Verantwortung obliegt der politischen Debatte.“
Im Fazit der drei Landtagsabgeordneten der Oppositionsfraktionen heißt es hingegen: 
„Nachdem das Projekt beim Innenministerium am 24. Mai 2007 angezeigt wurde und von der dort zuständigen Fachabteilung völlig zu Recht als rechtswidrig eingestuft wurde, hätte die damals zuständige Ministerin entsprechend dem Votum ihrer Abteilung einschreiten müssen und zwar innerhalb eines Monats. Stattdessen entschied die damals zuständige Ministerin Annegret Kramp-Karrenbauer nicht einzuschreiten und eine Gesetzesänderung zu veranlassen, die aus dem rechtswidrigen Vorhaben ein rechtmäßiges Vorhaben machen sollte. Damit war der Weg für die Meeresfischzuchtanlage geebnet. Frau Kramp-Karrenbauer trägt damit die Verantwortung für diese politisch wie rechtlich fehlerhafte Entscheidung. Das Fehlverhalten seiner Amtsvorgängerin hat der nachfolgende Minister des Inneren, Klaus Meiser, dadurch weiter getragen und gedeckt, dass er auch nach Verabschiedung der Änderung des KSVG kein gesetzlich begründetes Überprüfungsverfahren im Sinne der neuen Norm für die Meeresfischzucht anstrengte. Als Herr Meiser 2007 das Amt des Innenministers übernahm, war die Änderung des KSVG im Innenministerium jedoch bereits beschlossen und auf den Weg gebracht. Die politisch und rechtlich fehlerhafte Entscheidung für die Meeresfischzuchtanlage erfolgte durch Annegret Kramp-Karrenbauer unter Ignoranz der rechtlichen Voraussetzungen und wirtschaftlichen Risiken.“
Als Reaktion auf die Veröffentlichung des Untersuchungsberichtes sahen die Koalitionsparteien im Landtag des Saarlandes (SPD und CDU) das Verhalten der damaligen Ministerpräsidentin als korrekt an. Eine Mitschuld sei ihr nicht nachzuweisen; sie habe ihren Ermessensspielraum korrekt genutzt. Der Saarländische Rundfunk titelt in seiner Onlineausgabe: „Schuld für Fischzucht-Pleite weiter ungeklärt.“

### Strategiewechsel
2022 wurde für das unter dem Dach der in Zug (Schweiz) ansässigen InfiniteSea AG der neue Name InfiniteSea GmbH gewählt. Mit der Umbenennung verbunden war ein unternehmerischer Strategiewechsel. Gegenüber der Saarbrücker Zeitung räumte einer der Geschäftsführer 2023 ein, „dass die produzierte Menge leider nicht ausreichend war, um profitabel zu werden.“ Daher wolle man wegkommen vom alleinigen Fokus auf die Aufzucht und die Vermarktung der Fische. Man wolle sich künftig auch einem zweiten Standbein widmen, dessen Ziel insbesondere die Reduzierung der Energiekosten und die Optimierung der Wasseraufbereitung ist, also die Technologie- und Methodenentwicklung die eine profitable Aufzucht. Zudem habe man erste Erfahrungen mit der eigenen Nachzucht von Fischen gemacht, nachdem infolge der COVID-19-Pandemie die Lieferketten für Fischbrut und Jungfische unzuverlässig geworden waren.
Zwei Jahre später, im Februar 2025, berichtete die Saarbrücker Zeitung, dass die bisherigen eckigen Zuchtbecken durch vier runde, zusammenhängende, weniger schmutzanfällige Becken ersetzt worden seien, ermöglicht durch neu gewonnene Investoren, „die eine Summe im hohen einstelligen Millionenbereich lockergemacht“ haben. Geplant sei nunmehr eine schrittweise Steigerung der – Zitat: – „Fischernte“ auf 800 Tonnen pro Jahr, möglich gemacht durch die Erweiterung der Becken auf insgesamt 64; frühestens 2027 hoffe die Geschäftsführung, Schwarze Zahlen zu schreiben.

## Belege
1. ↑  Meeresfischzucht Völklingen GmbH (Memento vom 22. Juli 2015 im Internet Archive). Auf bundesverband-aquakultur.de, abgerufen via Wayback Machine am 22. Juli 2015
2. 1 2 3 4  Die Geschichte einer Fischzuchtanlage. sr-online.de, 12. Februar 2015, archiviert vom Original (nicht mehr online verfügbar) am 4. März 2015; abgerufen am 28. Oktober 2016.
3. ↑  Meeresfischzucht im Saarland ist ein Steuergrab (Memento vom 7. Januar 2015 im Internet Archive). Am 7. Oktober 2014 auf sr-online.de, abgerufen via Wayback Machine am 7. Januar 2015.
4. 1 2  Hannelore Crolly: Innovativ. Sauber. Ökologisch. Leider pleite. Die Welt, 27. April 2015, abgerufen am 6. Mai 2016.
5. ↑  Stiftungsprofessur der HTW verleiht Völklinger Meeresfischzucht Alleinstellungsmerkmal. In: HTW-Online Nr. 48. HTW Saar, 2008, archiviert vom Original am 6. Mai 2016; abgerufen am 6. Mai 2016.
6. ↑  Zweifaches Richtfest auf dem Fürstenhausener Kokereigelände. voelklingen.de, 27. August 2009, abgerufen am 6. Mai 2016.
7. ↑  Jan Grossarth: Geblendet von der goldenen Dorade. Frankfurter Allgemeine Zeitung, 31. Juli 2010, abgerufen am 6. Mai 2016.
8. 1 2 3  Andreas Hell: Die Geschichte von saarländischem Meeresfisch: Die Chronik der Völklinger Meeresfischzucht. voelklingen-im-wandel.de, 13. Februar 2015, abgerufen am 6. Mai 2016.
9. ↑  neomar GmbH für den Deutschen Innovationspreis nominiert. saarland.de, 4. April 2014, abgerufen am 6. Mai 2016.
10. ↑  WELT: Fischzucht: Meeresfische treiben Völklingen in den Ruin. In: Die Welt. 7. Juni 2015 (welt.de [abgerufen am 6. Januar 2021]).
11. ↑  Doris Döpke: Frisches Konzept für Völklinger Fische: Vermarktung im Fokus. Saarbrücker Zeitung, 13. August 2015, abgerufen am 6. Mai 2016.
12. ↑  Völklinger Fischzucht soll trotz Verlusten wachsen. Auf: sr.de vom 9. September 2020.
13. ↑  Abschlussbericht des Untersuchungsausschusses "Meeresfischzucht Völklingen". (PDF) Abgerufen am 6. Januar 2021.
14. ↑  Saarländischer Rundfunk: Schuld für Fischzucht-Pleite weiter ungeklärt. 9. September 2020, abgerufen am 6. Januar 2021.
15. ↑  WELT: Fischzucht: Meeresfische treiben Völklingen in den Ruin. In: Die Welt. 7. Juni 2015 (welt.de [abgerufen am 6. Januar 2021]).
16. ↑  Susanne Höll: Finanzskandal im Saarland wegen Edelfischzucht. Abgerufen am 6. Januar 2021.
17. ↑  Saarländischer Rundfunk: Schuld für Fischzucht-Pleite weiter ungeklärt. 9. September 2020, abgerufen am 6. Januar 2021.
18. ↑  Saarländischer Rundfunk: Schuld für Fischzucht-Pleite weiter ungeklärt. 9. September 2020, abgerufen am 6. Januar 2021.
19. ↑  InfiniteSea: Meeresfische direkt aus Völklingen. Auf: saarbruecker-zeitung.de vom 20. Mai 2023.
20. ↑  Millionen-Investitionen und Umbau bei der Meeresfischzucht in Völklingen. Auf: saarbruecker-zeitung.de vom 7. Februar 2025.

Koordinaten: 49° 14′ 35,4″ N, 6° 52′ 50″ O